# 剩女
剩女是对大龄单身女性的贬义称呼。中华全国妇女联合会認為“剩女”是指二十七岁以上的未婚女性。“剩女”一词主要在中国大陆被使用，但也在印度、北美、和亚洲其他地区被使用。日本人將大齡未婚女子稱为“被男人扔掉的女人”，也將之称为“3S女人”：Single（单身）、Seventies（大多数生于1970年代）、Stuck（被卡住了）。网络上一度流行着这样的说法，25岁至28岁的未婚女性称为“初级剩女”或是“剩斗士”；28至32岁的未婚女性被称为“中级剩女”或“必剩客”；32至35岁的未婚女性则被划归“高级剩女”的行列；35岁以上还未嫁的女性则被尊称为“齐天大剩”，大龄单身女性们被贴上了种种年龄标签，而有关“剩女”的形象并不止于此，在这一方面，新闻媒体起到了推波助澜的作用，媒体的曝光不断构建起社会公众对“剩女”的形象认知。
2007年，中国教育部发布的《中国语言生活状况报告（2006）》中，首次官方使用“剩女”一词，用以代指“已经过了社会一般所认为的适婚年龄，但是仍然未结婚的女性”。此后，主流媒体广泛使用“剩女”一词；“剩女”在电视、杂志、报纸、书籍中被广泛讨论，讨论聚焦于“剩女”一词的贬义含义和积极的重新定义。在2007年左右，支持中国政府的媒体早期支持使用“剩女”一词；但两年后，政府报纸对该词汇的使用进行了批评。
"剩女"的平行词汇为“光棍”，用以代指未婚男性，因为男性不结婚便无法为家族谱系增加“树枝”，后来词义扩大，泛指一切男女单身人士。

## 背景
在中国，早婚、男性受到婚姻挤压是一种历史悠久的现象。在当代中国的人口统计中，适婚年龄女性进入婚姻的比例实际高于男性。至2000年前左右，只有2%的30至34岁的女性未婚。相比之下，10%的同龄男性未婚。中国的计划生育政策，以及以性别选择为目的的流产，使得中国的性别比例失调愈演愈烈。自1979年计划生育政策推行以来，出生的男性比女性多出约2千万，大约每100名女婴对应120名男婴。到2020年，中国男性人口预计会比女性多出2400万。全球范围内的平均数据是每103名男性对应107名女性。
据纽约时报报道，中华人民共和国国务院于2007年推行了一项关于计划生育政策的规章，为了解决紧要的性别比例失调现象，并称其为“对社会稳定的威胁”。 国务院还将“提升人口素质”定为其主要目标之一，并任命于1949年为“保障妇女权益”而成立的中华全国妇女联合会来监督并解决这一问题。
对于“剩女”一词的来源暂时没有定论，但是可靠来源显示它大约于2006年进入主流使用中。 据中国日报2011年报道，时尚杂志中国版的主编徐巍创造了这个词。中国日报还称，这个词最初先在上海被广泛使用，然后才在全国范围内流行开来。 2007年，中华人民共和国教育部发表了一份官方声明，定义“剩女”一词为“年龄超过27周岁的未婚女性”，并将此词编入新华词典。 在随后的另一声明中，教育部进一步定义此词为因“对婚姻伴侣要求过高”而“找不到丈夫”的女性。 据多方来源称，政府曾要求全国妇联出版多篇文章来污名化二十五至三十岁之间的未婚女性。
2011年3月，在国际妇女节后不久，全国妇联发表了一篇题为《剩女不值得同情》的文章。 文中写道：“长相靓丽的女孩子不需要太高的学历照样可以嫁入豪门，但长相普通和丑的女孩子则很难，所以，这样的女孩子就希望能够通过提高学历来增强自己的竞争力。悲哀的是，她们不知道女人是越老越不值钱，等到自己拿到硕士、博士毕业证的时候，不料自己已经人老珠黄。”  全国妇联的网站上曾有至少15篇含「剩女」一词的文章，其中包括相亲建议，但它们现在都已被移除。
根据2016年由羊城晚报智慧信息研究中心、华南理工大学数据新闻研究中心和中山大学心理学系联合开展的《2016 中国城市“剩女”问题大数据研究报告》显示：剩女群体中大学本科和硕士的比例较高。

## 反“剩女”污名化

### 現代漢語詞典拒收“剩女”這一詞
2012年7月，「現代漢語詞典」發行第6版時拒絕收錄「剩女」這一新詞。 該版修訂主持者指這涉及價值觀的判斷，並認為將適齡未婚者稱為「剩女」不夠尊重，因此拒絕收錄。「現代漢語詞典」這一立場有異於中國國家語委會把「剩女」一詞納入為2006年年度新詞語 的取態、亦與「新華詞典」在2007年把「剩女」一詞予以收錄截然不同。
有相反意見指出詞典作為一部工具書，其規範性應該體現在對詞語的規範、科學和嚴謹的解釋上，收錄詞彙的目的是供人查閱詞彙的意義和內涵，只要詞彙是客觀存在的詞語並廣泛通用，無論某個詞語有著怎樣褒義還是貶義的意義亦應該收錄； 惟該版修訂主持者仍表示「作為編纂者，我還有一點擔心。」並指有些詞一旦被收錄，它們將堂而皇之地進入普通話，在使用中會產生不良的社會效果；特別是一些反映社會陰暗面的詞，沒必要過早收入，過早聚焦； 該修订主持者對另一媒體表示「我們只是說目前不收錄，不代表永遠不收。」並指目前不收，是因為這個詞的內涵上存在不夠尊重，在潛台詞中帶有「沒人要」、「挑剩下」的鄙視意味，傾向表明得太明顯，我們不主張這樣的稱呼；不過，在5年、8年之後，它們如果更多地出現在群眾的生活交際中，我們會考慮將其收錄，同時我們也會在這類詞的解釋中加上我們的價值評判，加個括號，裡面寫上「含不尊重的意味」。

### 媒体参与“剩女”去污名化
“剩女”们展开了去污名化、并积极调用互联网与媒体资源，开展了骄傲使用“剩女”一词的运动。日本护肤品牌SK-II开展了名为#changedestiny （#改变命运）的全球行动，从而赋权被“剩女”偏见影响的女性。 SK-II的全球行动影片《她最后去了相亲角》（又名《不为结婚而结婚，你的人生属于你自己》）讲述了几名中国女性27岁后因未婚而面对的挑战。 在采访中，采访对象讲到她们被父母逼婚，邀请父母来相亲角、看到她们的单人照，并回应：单身也可以活得很精彩。“相亲角”是中国父母为子女征婚的场所，父母常常携带子女的数据，用来为他们打广告，包括身高、体重、薪水、教育程度、性格等等。
2020年，美国PBS电视台拍摄了《剩女》(Leftover Women)纪录片。《剩女》由以色列籍的Shosh Shlam和Hilla Medalia导演，围绕三名中国女性（邱华梅、徐敏、盖琪）展开。据评论分析，该纪录片展示了跨文化视野、和对“剩女”议题的理解，体现了“剩女”们“只是选择了另一种幸福方式”、“不愿被主流的‘幸福模板’所捆绑。”

### 社会反响
当今中国社会的很多权威人士都曾公开表达他们对正在发展的女权运动的不满。浙江大学社会学系教授冯钢曾在社交媒体上发表“历史证明学术界不是女生的地盘”等言论。 多益网络是中国最大的网络游戏公司之一，其CEO徐波（徐宥箴）也曾称“一个女人，若一生生孩子不足两个，那么无论她如何努力，都注定是不幸福的。”  这些言论都只是大众对中国女权运动发展的声讨的冰山一角。
中国政府也站在崛起的女权运动的对立面。2015年的国际妇女节前夕，几位女权活动家因宣传反对公交性骚扰而被警方拘留。五位女性也因散发女权贴纸被公安机关拘留。此事后来被成为“女权五姐妹”事件。  2017年，当时最具网络影响力的女权自媒体女权之声被封号，具体原因不明。
蔡英文是中华民国的第一位女性总统，也是一位63岁的“剩女”。她也曾因未婚而被批评。中国官方媒体新华社曾称她“从人性的角度分析，作为单身女政客，她没有爱的情感拖累，没有‘家’的掣肘，没有子女的牵挂，在政治上的行事风格与行事策略，往往偏向情感化、个性化、极端化发展，政治权术上则在战略方向上考量少，战术细节上考量多，短期目标所示到极致，长期目标则较少顾及。” 
在这样的环境下，中国女性自发形成了很多相互支持、共同抵抗婚育压力的社交团体。一篇大西洋杂志的文章称这些社交团体的参与者超过千人。  Sandra Bao（白朵朵）是一家时尚杂志的创办者和编辑，她在上海创立的“剩态度”组织旨在支持未婚职业女性。她说，“父母给我们压力，媒体给我们贴标签，以及一群婚姻中介商大力呼吁单身是大问题，甚至有罪。”